# كيمة العليا (زيلايي)
کیمة العلیا (بالفارسية: کیمه علیا) هي قرية تقع في إيران في قسم زیلایی الريفي. يقدر عدد سكانها بـ 70 نسمة .